# Ruth Moufang

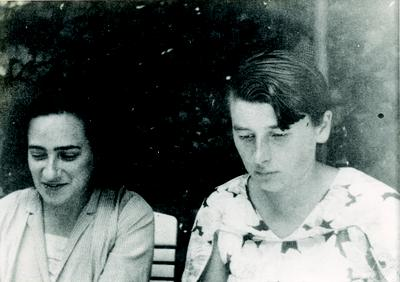
Ruth Moufang (rechts) und Olga Taussky-Todd (1932)

Ruth Moufang (* 10. Januar 1905 in Darmstadt; † 26. November 1977 in Frankfurt am Main) war eine deutsche Mathematikerin. Sie wurde 1957 als erste Frau in Deutschland zur ordentlichen Mathematikprofessorin berufen. Sie lehrte bis zu ihrer Emeritierung an der Johann Wolfgang Goethe-Universität zu Frankfurt am Main. Ruth Moufang war die dritte Frau in Deutschland, die im Fach Mathematik habilitiert wurde. Dank ihrer wissenschaftlichen Forschungen gingen die Begriffe Moufang-Ebene, Moufang-Identitäten und Moufang-Loop in die naturwissenschaftliche Terminologie ein.

## Herkunft und Familie
Ruth Moufang ist die Tochter von Eduard Moufang, promovierter Chemiker (1874–1941) aus Palermo, und seiner Ehefrau Else Moufang, geborene Fecht. Eduard Moufang ist der Sohn des Friedrich Carl Moufang (1848–1885) aus Mainz, Kaufmann in Frankfurt am Main und der Elisabeth Moufang, geb. von Moers. Else Moufang ist Tochter des Alexander Fecht (1848–1913) aus Kehl und seiner Ehefrau Ella Fecht, geb. Scholtz (1847–1921) aus Tilsit. Zu Ruth Moufangs familiären Wurzeln aus einer über Generationen in Mainz ansässigen Familie zählen neben vielen bekannten Moufang Vorfahren aus dem Klerus, der Politik und der Kaufleute, auch Nicola Moufang und seine Brüder.

## Studium und Karriere
Ruth Moufang besuchte ab 1913 das Realgymnasium in Bad Kreuznach und legte dort 1924 ihr Abitur ab. Von 1925 bis 1929 studierte Ruth Moufang Mathematik, Physik und Philosophie an der Universität Frankfurt am Main. An der Universität Frankfurt am Main legte Ruth Moufang ihr Staatsexamen im Fach Mathematik und dem Nebenfach Physik ab. Ruth Moufang war die erste weibliche Studierende im Studiengang Mathematik der Universität in Frankfurt am Main.
1930 wurde Ruth Moufang bei Max Dehn mit dem Thema „Zur Struktur der projektiven Geometrie der Ebene“ zum Dr. phil. nat. promoviert. Zu ihren akademischen Lehrern in Frankfurt zählten auch Carl Ludwig Siegel, Paul Epstein, Otto Szasz, Cornelius Lanczos, Erwin Madelung und Ernst Hellinger. Im Anschluss erhielt sie ein Stipendium nach Rom, um dort ihren Wissensbereich zu vertiefen. In den folgenden Jahren hielt sie Gastvorlesungen an den Universitäten von Frankfurt am Main und Königsberg. In dieser Zeit gelangen ihr für die synthetische Geometrie bedeutsame Entdeckungen über projektive Ebenen. Zum Beispiel zeigte sie, dass Ebenen, in denen der kleine projektive Satz von Desargues allgemeingültig ist, stets als Koordinatenebenen über einem Alternativkörper dargestellt werden können. Ihr zu Ehren nennt man diese Klasse von projektiven Ebenen Moufang-Ebenen.
Im Sommer 1936 wurde Ruth Moufang mit ihrer Schrift über Geordnete Schiefkörper an der Johann Wolfgang Goethe-Universität zu Frankfurt am Main habilitiert. Als Frau wurde ihr die Venia Legendi unter der nationalsozialistischen Regierung versagt. Die Begründung des zuständigen Ministeriums lautete:

„Da dem Dozenten im Dritten Reich außer seinen wissenschaftlichen Leistungen wesentlich erzieherische und Führereigenschaften voraussetzende Aufgaben zufallen und die Studentenschaft fast ausschließlich aus Männern besteht, fehlt dem weiblichen Dozenten künftig die Voraussetzung für eine ersprießliche Tätigkeit. Die Reichshabilitationsordnung hat mit Einführung des Gemeinschaftslagers (Wehrsportlager und Dozentenakademie) bereits einen ausschließlich männlichen Hochschullehrernachwuchs im Auge gehabt. Bei dieser Sachlage ist es mir leider nicht möglich, Ihnen die Erteilung der Dozentur in Aussicht zu stellen. Gegen eine forschende Tätigkeit an einer Hochschule oder in einer Forschungsanstalt bestehen jedoch keine Bedenken.“

Aufgrund dieser Zurückweisung arbeitete Moufang von 1937 bis zum Ende des Naziregimes 1945 in einem Forschungsinstitut der Firma Krupp, zunächst als wissenschaftliche Assistentin, ab 1942 als Abteilungsleiterin der Abteilung für Angewandte Mathematik und Mechanik. Damals war sie die erste promovierte Mathematikerin in der Industrie.
Nach dem Krieg kehrte Ruth Moufang an die Goethe-Universität nach Frankfurt zurück. 1946 erhielt sie dort ihre Venia Legendi und 1951 ein planmäßiges Extraordinariat. Das führte zunächst zu finanziellen Einschränkungen, da sie auch für ihre Mutter und Schwester sorgen musste. Das änderte sich erst im Jahr 1957, als sie in Frankfurt am Main als ordentliche Professorin auf den Lehrstuhl für Mathematik berufen wurde. Ruth Moufang lehrte an der Johann Wolfgang Goethe-Universität bis zu ihrer Emeritierung im Jahr 1970. Sie hatte 23 Doktoranden, konnte aber nicht mehr an ihre Forschungsleistung der 1930er Jahre anknüpfen und publizierte nach dem Krieg auch nicht mehr auf mathematischem Gebiet.

## Wissenschaftliche Leistung
Ruth Moufang gilt als Begründerin eines neuen Forschungsgebiets, das sich mit der Untersuchung projektiver Ebenen auseinandersetzt. Sie verband darin Geometrie und abstrakte Algebra. Einen weiteren Schwerpunkt ihres Wirkens bildete im Bereich der Mechanik die angewandte Elastizitätstheorie, wo der Begriff Moufangscher Elastizitätsmotor mit ihr verbunden ist.
Neben den oben erwähnten Begriffen sind auch Moufang-Polygone nach ihr benannt, von Jacques Tits eingeführte Verallgemeinerungen von Moufang-Ebenen in der Theorie der Gebäude. Sie sind irreduzible Gebäude vom Rang 2, die die Wirkung von Wurzelgruppen zulassen.

## Ehrungen
- 1965 veröffentlichte die Mathematische Zeitschrift im Band 87 anlässlich des 60. Geburtstags von Ruth Moufang vierzehn Arbeiten, die ihr zu ihrem Geburtstag gewidmet wurden.[7]
- 2006 wurde im Campus Riedberg, dem naturwissenschaftlichen Universitätsviertel am Frankfurter Riedberg, eine Straße nach Ruth Moufang benannt.
- 2010 begründete die Goethe-Universität Frankfurt am Main den Ruth-Moufang-Fonds. Aus seinen Mitteln sollen Studentinnen und Wissenschaftlerinnen der Universität in ihren wissenschaftlichen Laufbahnen gefördert werden.[8]
- An der TU Darmstadt sind ein Dissertationspreis und ein Post-Doktorandinnenpreis nach ihr benannt.[3]

## Schriften
- Zur Struktur der projektiven Geometrie der Ebene, Mathematische Annalen, Band 105, 1931, S. 536–601.
- Die Einführung der idealen Elemente in die ebene Geometrie mit Hilfe des Satzes vom vollständigen Vierseit, Mathematische Annalen, Band 105, 1931, S. 759–788.
- Die Schnittpunktsätze des projektiven speziellen Fünfecksnetzes in ihrer Abhängigkeit voneinander (Das A-Netz), Mathematische Annalen, Band 106, 1932, S. 755–795.
- Ein Satz über die Schnittpunktsätze des allgemeinen Fünfecksnetzes (Das A, B-Netz), Mathematische Annalen, Band 107, 1932, S. 124–139.
- Die Desarguesschen Sätze vom Rang 10, Mathematische Annalen, Band 108, 1933, S. 296–310.
- Alternativkörper und der Satz vom vollständigen Vierseit (D9), Abh. Math. Sem. Univ. Hamburg, Band 9, 1933, S. 207–222.
- Zur Struktur von Alternativkörpern, Mathematische Annalen, Band 110, 1934, S. 416–430.
- Einige Untersuchungen über geordnete Schiefkörper, J. reine u. angew. Math., Band 176, 1937, S. 203–223.
- Das plastische Verhalten von dünnwandigen Rohren unter statischem Innendruck, Z. angew. Math. Mech., Band 20, 1940, S. 24–37.
- Das plastische Verhalten von Rohren unter statischem Innendruck bei verschwindender Längsdehnung im Bereich endlicher Verformungen. In: Ingenieur-Archiv. Band 12, 1941, S. 265–283.
- mit Deutler: Kritik des Kraftflussbegriffes. Forsch. Geb. Ing. Ws., Band 12, 1941, S. 137–142.
- Volumentreue Verzerrungen bei endlichen Formänderungen, Z. angew. Math. Mech., Band 25/27, 1947, S. 209–214 (und Math. Tagung Tübingen 1946, S. 109–110).
- Strenge Berechnung der Eigenspannungen, die in plastisch aufgeweiteten Hohlzylindern nach der Entlastung zurückbleiben, Z. angew. Math. Mech., Band 28, 1948, S. 33–42.
- mit H. Schrader: Genauigkeit der Berechnung von Kohlenstoffeindringtiefen in zementierten Stählen bei großzahlmäßiger Anwendung. Arch. Eisenhüttenwesen, Band 21, 1952, S. 381–393.
- mit Wilhelm Magnus: Max Dehn zum Gedächtnis, Mathematische Annalen, Band 127, 1954, S. 215–227.